# Ivan Kožušník
Ivan Kožušník (* 18. březen 1952, Karviná) je český kontrabasista a baskytarista.

## Životopis
Narodil se v roce 1952 v Karviné. Vyrůstal v Ostravě-Radvanicích. Navštěvoval hudební školu ve Slezské Ostravě a absolvoval hladnovské gymnázium. Hrál na klavír, potom na ostravské konzervatoři vystudoval hru na kontrabas, nejvíce ale hrál na baskytaru. Nejprve dal přednost studiu a rockové hudbě v kapelách Perpetum a Respect, posléze folkrockovým Bukanýrům.
Po působení v Armádním uměleckém souboru Víta Nejedlého, ve skupině Marie Rottrové Flamingo (Plameňáci), Ostravském rozhlasovém orchestru a skupině Buty nastoupil na začátku roku 1989 do Janáčkovy filharmonie Ostrava.
Ivan Kožušník působil dvacet osm let jako hráč na kontrabas v Janáčkově filharmonii Ostrava, kam se dostal krátce před sametovou revolucí. Od roku 1978 hrával v doprovodné kapele Marie Rottrové nazvané Flamingo, od roku 1973 vynuceně přejmenované na Plameňáky, až do ukončení její činnosti. Do roku 1989 byl na volné noze.